# Быково (Троицкое сельское поселение)
Быково — деревня в составе Троицкого сельского поселения Шарьинского района Костромской области России. 

## История
Согласно Спискам населенных мест Российской империи в 1872 году деревня относилась к 2 стану Ветлужского уезда Костромской губернии. В ней числилось 19 дворов, проживало 50 мужчин и 72 женщины.
Согласно переписи населения 1897 года в селе проживало 142 человека (70 мужчина и 72 женщины).
Согласно Списку населенных мест Костромской губернии в 1907 году деревня относилась к Гагаринской волости Ветлужского уезда Костромской губернии. По сведениям волостного правления за 1907 год в деревне числилось 24 крестьянских двора и 158 жителей. Основным занятием жителей деревни был извоз и лесной промысел.

## Население
| 2008 | 2010 | 2014 |
| ---- | ---- | ---- |
| 0    | →0   | →0   |